# Roman Rupniewski
Roman Kajetan Rupniewski (ur. 1802 w Gnojnie, zm. 1892 w Gniewięcinie) – polski żołnierz, oficer artylerii Wojska Polskiego, uczestnik powstania listopadowego i malarz. Odznaczony Krzyżem Złotym Orderu Virtuti Militari.

## Życiorys
Syn Józefa i Petroneli z Zagrodzkich. Ukończył Terezjańską Akademię Wojskową w Wiedniu i szkołę artylerii w Warszawie. Jako dowódca plutonu brał udział w powstaniu listopadowym; walczył między innymi w bitwie o Olszynkę Grochowską i bitwie pod Iganiami. W bitwie pod Ostrołęką brał udział w szarży baterii prowadzonej pod dowództwem Józefa Bema. Za bohaterstwo w bitwie został odznaczony Krzyżem Złotym Virtuti Militari. Potem brał udział w obronie Warszawy. 14 września 1831 roku został awansowany na stopień porucznika. Po złożeniu broni przedostał się do Galicji. Po ogłoszonej przez Mikołaja I amnestii wrócił do Królestwa Polskiego i osiadł w Ruszczy Dolnej. Po sprzedaży majątku ziemskiego zaczął malować. Na swoich akwarelach przedstawiał żołnierzy polskich od czasów rządów króla Stanisława Augusta Poniatowskiego do powstania listopadowego. Około trzydziestu lat przed śmiercią zaczął tracić wzrok, co uniemożliwiło mu dalsze malowanie. W latach 70. XIX wieku przeprowadził się z Gnojna do Gniewięcina, gdzie zmarł.

## Twórczość
Rupniewski tworzył małe akwarele przedstawiające polskich żołnierzy z czasów rządów Stanisława Augusta Poniatowskiego, Księstwa Warszawskiego, Królestwa Kongresowego i powstania listopadowego (malując tych ostatnich częściowo wzorował się na swoich własnych doświadczeniach i obserwacjach, zaś malując pozostałych wzorował się na różnych akwatintach, litografiach i rycinach). Część jego obrazów znajduje się obecnie w Muzeum Narodowym w Warszawie, Muzeum Narodowym w Krakowie, Muzeum Wojska Polskiego w Warszawie i Bibliotece Jagiellońskiej w Krakowie.